# 280-ті
Криза третього століття в Римській імперії закінчилася з сильним правлінням імператора Діоклетіана. У Китаї завершився Період трьох держав, почалося правління династії Західна Цзінь, в Індії — Кушанська імперія, у Персії — імперія Сассанідів.
На території лісостепової України Черняхівська культура. У Північному Причорномор'ї готи й сармати.

## Події
281 рік
- У римській провінції Германія полководець Боноз оголосив себе імператором, але був розбитий чинним імператором Пробом.
- Імператор Проб повертається до Рима, де йому влаштовують тріумф з нагоди перемог над варварами та узурпаторами.

282 рік
- Імператор Проб убитий легіонерами в Сірмії, де він намагався впровадити в життя проєкт осушення боліт Паннонії силами своїх вояків.
- Після вбивства римського імператора Проба, владу захопив Гай Марк Аврелій Кар.